# Сан-Хуан-Канкук (муниципалитет)
Сан-Хуан-Канкук (исп. San Juan Cancuc) — муниципалитет в Мексике, штат Чьяпас, с административным центром в одноимённом посёлке. Численность населения, по данным переписи 2020 года, составила 37 948 человек.

## Общие сведения
Название состоит из двух частей: San Juan — в честь Святого Ионна, и Cancuc с языка науатль можно перевести как — звёздный кетцаль.
Площадь муниципалитета равна 173 км², что составляет 0,2 % от площади штата, а наиболее высоко расположенное поселение Цаметаль, находится на высоте 1899 метров.
Он граничит с другими муниципалитетами Чьяпаса: на северо-западе с Пантело, на севере с Ситалой, на востоке с Чилоном и Окосинго, на юге с Осчуком, на западе с Тенехапой и Ченало.

## Учреждение и состав
Муниципалитет был образован 23 августа 1989 года, по данным 2020 года в его состав входит 43 населённых пункта, самые крупные из которых:
| Код INEGI                  | Населённый пункт                                                                                | Численность населения (2005 год) | Численность населения (2010 год) | Численность населения (2020 год) |
| -------------------------- | ----------------------------------------------------------------------------------------------- | -------------------------------- | -------------------------------- | -------------------------------- |
| 112                        | Всего                                                                                           | 24906                            | 29016                            | 37948                            |
| 0001                       | Сан-Хуан-Канкук (исп. San Juan Cancuc) 16°53′32″ с. ш. 92°22′19″ з. д. (административный центр) | 6221                             | 6327                             | 8477                             |
| 0005                       | Чилольха (исп. Chiloljá) 16°53′07″ с. ш. 92°25′31″ з. д.                                        | 1838                             | 2415                             | 3322                             |
| 0015                       | Ничтеэль-Сан-Антонио (исп. Nichteel San Antonio) 16°56′54″ с. ш. 92°25′45″ з. д.                | 1066                             | 1726                             | 2355                             |
| 0018                       | Эль-Посо (исп. El Pozo) 16°55′11″ с. ш. 92°24′44″ з. д.                                         | 1184                             | 1758                             | 2326                             |
| 0011                       | Ивильтик (исп. Iwiltic) 16°58′49″ с. ш. 92°26′00″ з. д.                                         | 784                              | 848                              | 1471                             |
| 0016                       | Найльчен (исп. Nailchén) 16°52′22″ с. ш. 92°26′11″ з. д.                                        | 769                              | 953                              | 1245                             |
| 0021                       | Цулувиц (исп. Tzuluwitz) 16°53′23″ с. ш. 92°24′06″ з. д.                                        | 935                              | 857                              | 1170                             |
| 0009                       | Чанколом (исп. Chancolom) 16°58′40″ с. ш. 92°24′35″ з. д.                                       | 1327                             | 1132                             | 1140                             |
| 0003                       | Крустон (исп. Cruztón) 16°56′58″ с. ш. 92°26′16″ з. д.                                          | 769                              | 868                              | 1101                             |
| 0017                       | Онильтик (исп. Oniltic) 16°58′11″ с. ш. 92°23′16″ з. д.                                         | 650                              | 849                              | 1090                             |
| 0002                       | Бакельчан (исп. Baquelchán) 16°59′12″ с. ш. 92°21′05″ з. д.                                     | 782                              | 937                              | 903                              |
| —                          | Прочие                                                                                          | 8581                             | 10346                            | 13348                            |
| Названия на карте Генштаба |                                                                                                 |                                  |                                  |                                  |

## Экономическая деятельность
По статистическим данным 2000 года, работоспособное население занято по секторам экономики в следующих пропорциях:
- сельское хозяйство и скотоводство — 95,1 % ;
- промышленность и строительство — 1,6 %;
- торговля, сферы услуг и туризма — 2 %;
- безработные — 1,3 %.

## Инфраструктура
По статистическим данным 2020 года, инфраструктура развита следующим образом:
- электрификация: 96,7 %;
- водоснабжение: 5,4 %;
- водоотведение: 54,1 %.

## Туризм
Основной достопримечательностью является церковь Святого Иоанна, построенная в колониальный период, а также хранящийся в ней свиток, повествующий о восстании индейцев цельталь в 1712 году.